# Ingeborg Tolderlund
Ingeborg Tolderlund, född 1848, död 1935, var en dansk kvinnosakspolitiker och rösträttsaktivist.  
Hon grundade Thisted Musikforening i 1901 och var dess ordförande 1907-1926. 
Hon grundade Dansk Kvindesamfund (DK) i Thisted 1906 och var dess ordförande 1906-1927.